# 古河境バイパス
- 日本の道路 > 一般国道 > 国道354号 > 古河境バイパス

古河境バイパス（こがさかいバイパス）は、茨城県の古河市から猿島郡境町にかけて整備中の国道354号のバイパス（全長約3.2キロメートル〈km〉）である。

## 概要
終点側の猿島郡境町猿山で接続の境岩井バイパスとともに、境町市街地における慢性的な交通渋滞緩和と、古河市方面からの首都圏中央連絡自動車道（圏央道）境古河インターチェンジ (IC) へのアクセス向上ならびに、国道354号現道の線形不良区間解消を目的とした古河市 - 境町間を結ぶ国道354号のバイパス道路である。
1995年（平成7年）に都市計画決定され、2018年（平成30年）度より事業化された。全体事業費は70億円見込で、費用便益分析の結果はB/C=3.4。当バイパスは起点側で新4号国道と接続する予定であり、国道354号現道には接続しないが、新4号国道以西においては当バイパスを延伸する形で古河市の都市計画道路水海高野線として別途都市計画決定されており、完成の際には境岩井バイパスと合わせて1つのバイパス道路として機能することとなる。
当バイパス周辺は、工場立地が活発な茨城県のなかで特に工場などの立地が多い地域であり、さらなる産業用地の開発も進められ、今後も多くの交通需要が見込まれている。そのため当バイパス整備後は、これらの交通需要の増加に対応するとともに、新4号国道 - 圏央道 境古河IC間が結ばれ双方のアクセスが向上することにより、企業立地の促進などによる地域の活性化、現道の交通環境の改善、茨城西南医療センター病院への搬送時間の短縮などの様々な効果が期待されるとしている。

### 路線データ
- 起点：茨城県古河市高野字十文字原892番1地先[7]
- 終点：茨城県猿島郡境町大字猿山字東原割1211番2地先[7]
- 延長：3.2 km[2]
- 道路幅員：25.0 m[1]
- 車線数：暫定2車線（完成4車線）[1]
- 車線幅員：3.5 m[1]
- 設計速度：60 km/h

## 沿革
- 1995年（平成7年） : 都市計画決定[3]
- 2018年（平成30年）度 : 事業化[1][4]
- 2022年（令和4年）3月31日：道路法第18条第1項の規定に基づき、古河市高野から猿島郡境町大字猿山までの道路区域（3.2 km）を指定[7]。

## 主な接続道路
- 国道4号（新4号国道 春日部古河バイパス）（古河市高野）
- 茨城県道190号境間々田線（古河市高野）
- 茨城県道17号結城野田線（境町猿山）
- 国道354号（境岩井バイパス）（境町猿山）